# Igor Kopič
Igor Kopič, slovenski hokejist na travi, * 7. maj 1983, Ljubljana. 
Njegova kratka kariera se je zaradi razpada matičnega ljubljanskega kluba zgodaj končala. 

## Igralska kariera
V mladosti se je ukvarjal z več športi. Razmeroma pozno, s šestnajstimi leti, je pri UHK Svoboda pričel trenirati hokej na travi. Tehniko igre je hitro osvojil in kmalu postal daleč najboljši igralec svoje generacije v Sloveniji. Leta 2000 je pričel, kot igralec sredine, igrati tudi za člansko ekipo in kmalu postal eden izmed ključnih igralcev v ekipi. V sezoni 2001/2002 je bil s svojo igro najzaslužnejši, da je UHK Svoboda redni del prvenstva končala na prvem mestu, kljub temu, da se je pred končnico poškodoval in tako finalnih tekem ni odigral.
Njegovo ime se najbolj povezuje s prvenstvi v dvoranskem hokeju. Že leta 2001 je na svojem prvem članskem prvenstvu dosegel šestnajst zadetkov, a to ni bilo dovolj za osvojitev naslova državnega prvaka. Naslednje leto je s štirimi zadetki na finalni tekmi bistveno pripomogel h končni zmagi nad HK Lek Lipovci z 8:3. Poleg naslova prvaka je bil soglasno izbran za najboljšega igralca, bil pa je z enaintridesetimi zadetki na samo devetih tekmah tudi prvi strelec prvenstva. Naslednje leto je popravil svoj rekord in na prvenstvu dosegel kar petintrideset zadetkov, tokrat sicer na štirinajstih tekmah in bil ponovno najboljši strelec dvoranskega prvenstva. Prav tako je v tej sezoni postavil še en rekord, proti DŠR Murska Sobota (12:0) je namreč dosegel enajst zadetkov na eni tekmi. 
Evropskih klubskih tekmovanj se je prvič udeležil leta 2002, ko je kot posojen igralec zaigral za HK Lek Lipovci, na evropskem klubskem dvoranskem prvenstvu skupine C v Portu in pripomogel k osvojitvi četrtega mesta. Leto kasneje je z matičnim klubom UHK Svoboda zaigral na enakem prvenstvu v Bruslju in ponovno osvojil četrto mesto. V Bruslju je bil eden najvidnejših igralcev prvenstva in s šestnajst zadetki postal drugi strelec prvenstva.
Za državno reprezentanco v hokeju na travi je odigral sedem tekem in dosegel dva zadetka. Uspešnejši je bil pri igranju za dvoransko reprezentanco, za katero je na štirih tekmah dosegel pet zadetkov in z njo osvojil bronasto medaljo na evropskem dvoranskem prvenstvu skupine C leta 2003 v Italiji.
Po razpadu UHK Svoboda je v letu 2004 in 2005 odigral nekaj tekem za DŠR Murska Sobota, vendar prave motivacije za nadaljevanje kariere po razpadu matičnega kluba ni našel.